# Волицкий, Константы
Константы Волицкий (1805, Ковель, Российская империя — 1863, там же) — участник Польского восстания 1830—1831 годов, политический ссыльный, композитор.

## Биография
Родился в 1805 году в Ковеле Волынской губернии. Был студентом факультета права и администрации Варшавского университета (1821) и Парижской консерватории.
Принимал участие в Польском восстании 1830—1831 годов; лишился прав состояния и в 1834 году выслан в Сибирь на поселение. При содействии генерал-губернатора Западной Сибири И. А. Вельяминова был оставлен в Тобольске, пользовался в городе уважением и работал капельмейстером. В 1839 году — руководитель омского военного оркестра.
Поддерживал дружбу с находившимися в ссылке декабристами. Помогал родственнику Г. Зелиньскому и другим ссыльным соотечественникам. Подозревался властями в отношении к Омскому делу, но каких-либо доказательств этому найдено не было. В 1840 году получил право на возвращение в Польшу.
Сыграл большую роль в развитии музыкальной культуры в Сибири. Оставил после себя мемуары.